# سلطان الدعیع
سلطان الدعیع (انگلیسی: Sultan Al-Deayea؛ زادهٔ ۷ مارس ۱۹۹۳) یک بازیکن فوتبال اهل عربستان سعودی است.
از باشگاه‌هایی که در آن بازی کرده‌است می‌توان به الشباب عربستان و الهلال عربستان اشاره کرد.